# Marcel Morabito
Marcel Morabito (ur. 25 grudnia 1951 w Hyères) – francuski prawnik, politolog.

## Życiorys
Jest profesorem w Instytucie Studiów Politycznych na Uniwersytecie w Rennes, a także jego dyrektorem. Profesor Sorbony, rektor Akademii na Martynice. Specjalista prawa rzymskiego, historii prawa (zwłaszcza średniowiecznego) i prawa konstytucyjnego. Autor książek „Historia konstytucyjna i polityczna Francji (1789-1958)” i „Szef państwa we Francji”. Przyczynił się do nawiązania współpracy między Uniwersytetem w Białymstoku a Instytutem Studiów Politycznych w Rennes, którego był założycielem i w którym pracował do 1998 r.
Kawaler Orderu Legii Honorowej przyznanego przez Prezydenta Francji Jacques’a Chiraca w roku 2001. Prof. Morabito jest doktorem honoris causa Uniwersytetu w Białymstoku, tytuł nadany 20 grudnia 2002.